# Federación Peruana de Ajedrez
La Federación Deportiva Peruana de Ajedrez es el representante de Perú ante la Federación Internacional de Ajedrez y la Confederación de Ajedrez de América. Fue fundada en 1935 y cuenta con un gran número de afiliados en todo el país. Su principal función es velar por el desarrollo y expansión del deporte en el país. La Federación Deportiva Peruana de Ajedrez en 2024 organizó el Campeonato Mundial Escolar de Ajedrez FIDE Perú 2024.
Actualmente se encuentra dirigida por el presidente Bach. Jaime Ortega Choque.

## Palmarés
- 1980 - Julio Granda, 1º en el Mundial Infantil Sub-14 en México.
- 2008 - Deysi Cori, 1º en el Mundial de Ajedrez Escolar Sub-15 en Singapur.
- 2009 - Deysi Cori, 1º en el Mundial de Ajedrez de la Juventud Sub-16 en Turquía.
- 2009 - Jorge Cori, 1º en el Mundial de Ajedrez de la Juventud Sub-14 en Turquía.
- 2010 - Deysi Cori, 2º en el Mundial de Ajedrez de la Juventud Sub-18 en Grecia
- 2011 - Mitzy  Caballero, 2º en el Mundial de Ajedrez Escolar Sub-11 en Polonia.
- 2011 - Deysi Cori, 1º en el Mundial de Ajedrez de la Juventud Sub-20 en la India.
- 2011 - Diego Cuellar, 2º en el Mundial de Ajedrez de la Juventud Sub-14 en Brasil.
- 2011 - Jorge Cori, 1º en el Mundial de Ajedrez de la Juventud Sub-16 en Brasil.
- 2014 - Fiorella Contreras, 1º en el Mundial de ajedrez de Brasil 2014[3][4]
- 2017 - Julio Granda, 1º en el Mundial sénior de ajedrez 2017 (50+)
- 2018 - Jorge Cori, medalla de oro en las Olimpiadas de ajedrez de 2018
- 2022 - Azumi Bravo, 1º en el Mundial Escolar de Ajedrez Panamá 2022 sub-15[5][6][7]
- 2023 - Fiorella Contreras, 1º en el Mundial de ajedrez de Kazajistán 2023 sub-18
- 2024 - Fiorella Contreras, 2º en el Mundial Escolar de Ajedrez Fide-Perú 2024[8][9][10][11][12][13][14] sub-17 femenina
- 2024 - Azumi Bravo, 1º en el Mundial Escolar de Ajedrez Perú 2024 sub-17 femenina[5][6][7]